# Адолф VIII (Холщайн)
Адолф VIII фон Холщайн (на немски: Adolf VIII von Holstein, на датски: Adolf 8. af Holsten-Rendsborg; * 1401; † 4 декември 1459, замък Зигесбург или в Итцехое) от рода на графовете на Шауенбург и Холщайн, е граф на Холщайн и Щормарн (1421 – 1459) и от 1440 до 1459 г. като Адолф I херцог на Шлезвиг. Като член на фамилията Шаумбург – Адолф XI.

## Живот
Той е вторият син на граф Герхард VI фон Холщайн-Рендсбург (1367 – 1404) и съпругата му Катерина Елизабет фон Брауншвайг-Люнебург (1385 – 1423), дъщеря на херцог Магнус II от Брауншвайг-Люнебург и съпругата му Катарина фон Анхалт-Бернбург, дъщеря на княз Бернхард III от Анхалт. 
Заедно с братята си Адолф се бие във войната против Дания (1426 – 1435) на страната на Ханза. През 1427 г. той наследява, заедно с брат си Герхард VII (* 1404, † 1433), убития му най-голям брат Хайнрих IV (* 1397, † 1427) в господството Холщайн и Щормарн и като президент на Шлезвиг. През 1421 г. наследява и Холщайн-Рендсбург от чичо си граф Хайнрих III.
Адолф се жени за Мехтхилд фон Анхалт († сл. 1430), дъщеря на княз Ото III фон Анхалт-Бернбург и от 5 март 1435 г. за Маргарета фон Хонщайн (Мансфелд) († 21 януари 1496, Айзлебен), дъщеря на граф Албрехт II (IV) фон Мансфелд (1376 – 1416) и Елизабет фон Анхалт-Цербст (1385 – 1413). Той няма деца.
Понеже Адолф VIII умира без наследници, холщайнските благородници избират през 1460 г. неговия племенник Кристиан I (син на сестра му Хайлвиг фон Холщайн и граф Дитрих фон Олденбург), който от 1448 г. е управляващ крал на Дания, за новия херцог на Шлезвиг и граф на Холщайн и Щормарн. Така фамилията Дом Олденбург като наследник на Шауенбургите идва на власт в Шлезвиг и Холщайн и управлява там до 1864 г.